# Rajmond
Rajmond est un prénom masculin albanais apparenté au prénom Raymond et pouvant désigner :

## Prénom
- Rajmond Breznik (en), joueur hongrois de football
- Rajmond Debevec (né en 1963), tireur sportif slovéno-yougoslave
- Rajmond Fülöp (de) (né en 1987), joueur roumain de hockey sur glace
- Rajmond Hoxha (en), homme politique albanais
- Rajmond Toricska (en) (né en 1993), joueur hongrois de football

## Référence
1. ↑  (fr) Statistique et signification du nom Rajmond  - fr.namespedia.com